# Bradfield (South Yorkshire)
Bradfield – civil parish w Anglii, w hrabstwie ceremonialnym South Yorkshire, w dystrykcie metropolitalnym Sheffield. Leży 11 km na północny zachód od miasta Sheffield i 236 km na północny zachód od Londynu. Miejscowość liczy 14 915 mieszkańców.